# Dalcahue (comuna)
Dalcahue (del mapudungun: dalkawe ‘lugar de dalcas’) es una comuna chilena de la Región de Los Lagos, ubicada en la Provincia de Chiloé, en el archipiélago del mismo nombre. Su capital es el pueblo de Dalcahue, ubicado en las coordenadas 42°22′45.5″S 73°38′50.1″O / -42.379306, -73.647250, a orillas del canal homónimo.
Sus principales actividades económicas son el comercio, el turismo, la industria procesadora de productos marinos, la agricultura (papas y la ganadería ovina y bovina),

## Historia

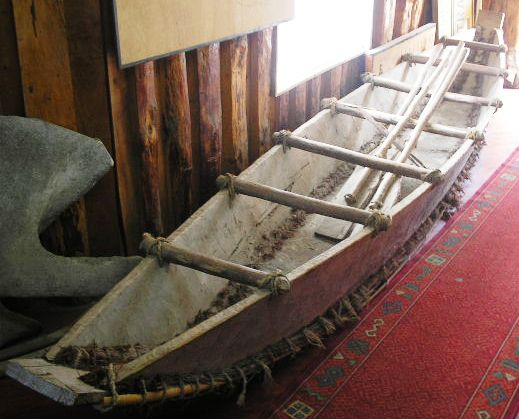
Reconstrucción de una dalca, embarcación hecha de tres tablones cosidos que usaron por igual chonos, huilliches y luego españoles.

En la época prehispánica, el lugar en que hoy se encuentra el pueblo de Dalcahue era muy visitado por los chonos y estaba habitado por huilliches, a causa de ser la parte más angosta del canal de Dalcahue y, por lo tanto, el balseo más natural hacia la isla de Quinchao. Cuando llegaron los conquistadores españoles, también se asentaron allí por idénticas razones. El mismo significado de la palabra Dalcahue revela esta importancia, ya que en el mapudungun de Chiloé Dalkawe significa lugar de dalcas, es decir, de la embarcación de tres tablones que usaban originalmente los chonos y cuyo uso se difundió a todas las culturas del archipiélago, incluyendo la española.
En 1567 la expedición de Martín Ruiz de Gamboa tomó posesión del archipiélago de Chiloé y en su avance hacia el sur el primer pueblo que fundaron fue Tenaún, hoy límite norte de la comuna, al proseguir pensaron en asentar la capital en lo que luego sería San Juan, a causa de que era muy fácil de defender, pero se dieron cuenta de que la diferencia entre mareas era demasiado alta y desistieron.
Cuando Chile declaró su independencia, los habitantes de Chiloé permanecieron fieles a la Corona y pelearon durante 16 años contra las fuerzas patriotas. En la campaña que el Director Supremo Ramón Freire emprendió contra los realistas del Archipiélago en 1824, el principal desembarco de los patriotas se realizó cerca de Dalcahue, con la intención de tomar Ancud por la retaguardia. Sin embargo, el 1º de abril de 1824 el ejército expedicionario, al mando del coronel Jorge Beauchef fue sorprendido a unos 10 km del pueblo y se peleó la batalla de Mocopulli, de resultado incierto en el campo, pero que obligó a las tropas chilenas a replegarse sin haber logrado su objetivo. A fines de 1842 Dalcahue se componía de 897 casas. La construcción de la actual iglesia empezó en 1858. Antes del terremoto de 1960, muchos habitantes vivían en palafitos.

## Medio ambiente

### Geomorfología y componentes abióticos

Trazado simplificado de los ecosistemas y cuerpos de agua presentes en la comuna de Dalcahue.

La comuna de Dalcahue se encuentra emplazada en las unidades geomorfológicas de Cordillera de la costa con tectónica de hundimiento y Planicie marina o fluviomarina; y presenta según la clasificación climática de Köppen clima templado lluvioso (Cfb), clima templado lluvioso con leve sequedad estival (Cfb (s)), clima templado lluvioso frío (Cfc) y clima templado lluvioso frío con leve sequedad estival (Cfc (s)). Esta además se halla en la cuenca hidrográfica de Islas de Chiloé y Circundantes. Además, la comuna posee diversos cuerpos de agua, entre los que se destacan la laguna Chilcon y laguna Los Caulles; y río Abtao, río Anay, río Butalcura, río Chilcan, río Coluco, río Curi, río de La Plata, río Grande, río Manao, río Metalqui, río Nango, río Negro, río Petraco, río Puacura, río Puchabran, río Pudidi, río Puntra, río San Juan Oriente, río San Juan Poniente y río Tocoihue.

### Componentes bióticos
Dentro del territorio de la comuna se pueden hallar los siguientes ecosistemas:
- Bosque laurifolio templado costero donde predominan Weinmannia trichosperma y Laureliopsis philippiana (Preocupación menor)
- Bosque resinoso templado costero donde predomina Fitzroya cupressoides (Preocupación menor)
- Bosque siempreverde templado interior donde predominan Nothofagus nitida y Podocarpus nubigenus (Preocupación menor)

### Medidas de protección ambiental y conflictos socioambientales
Hasta 2022, la comuna de Dalcahue cuenta con las siguientes zonas que cuentan con algún nivel de protección ambiental:
- Ampliación Parque Nacional Chiloé (Sitios Ley 19.300)[10]
- Comunidad Ecológica Bosques de Chiloé (Iniciativa de Conservación Privada)[11]
- Parque Nacional Chiloé (Parque Nacional)[12]
- Santuario de la Naturaleza Alerzales existentes en el Fundo Potrero de Anay (Santuario de la Naturaleza)[13]
- Santuario de la Naturaleza Humedales de la cuenca de Chepu (Santuario de la Naturaleza)[14]

## Demografía

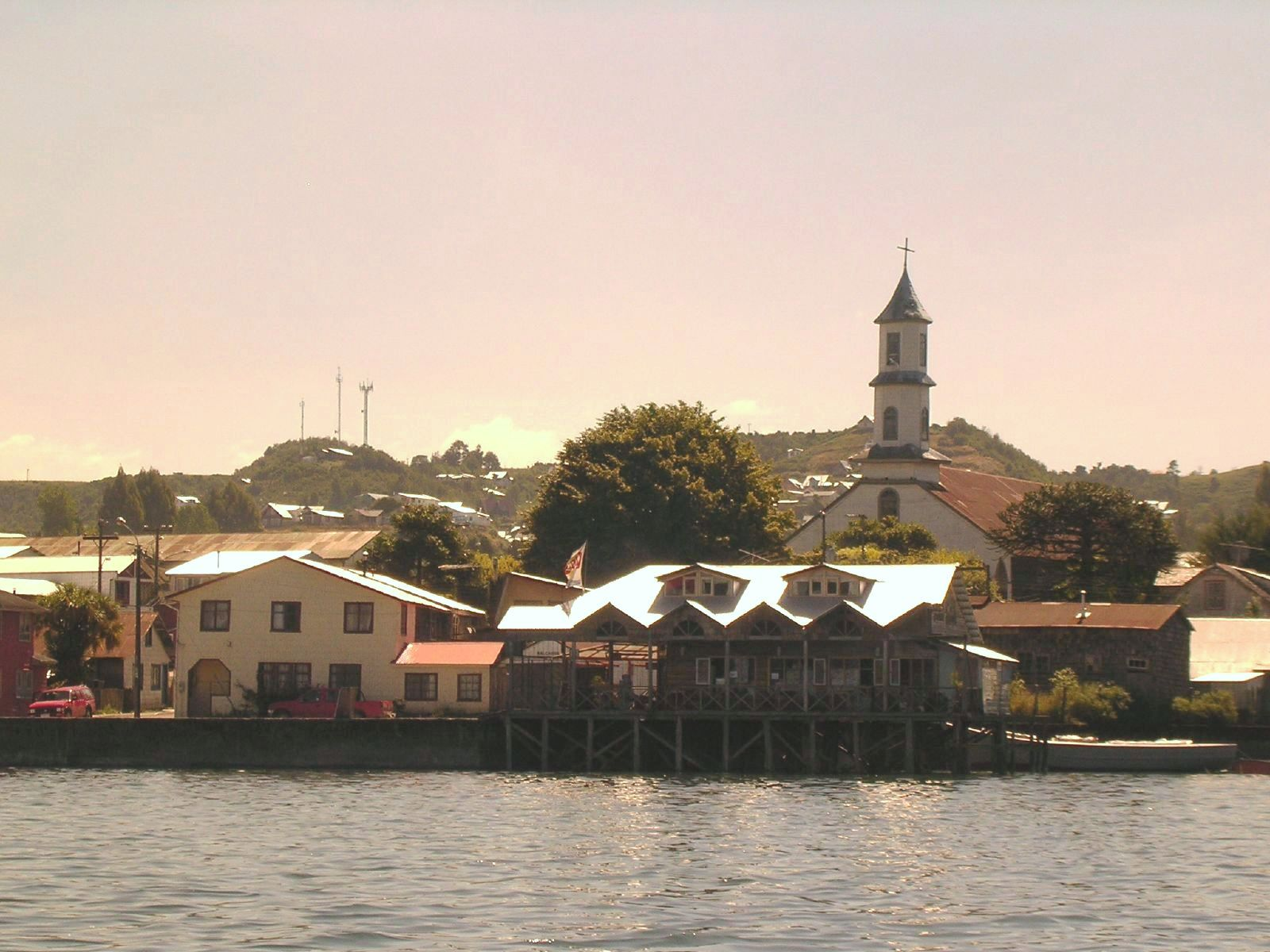
Vista de Dalcahue.

La comuna muestra un patrón de poblamiento muy desigual. El pueblo de Dalcahue tiene 4.933 hab., que corresponden al 38% del total comunal. La población restante, un 61,39%, habita en áreas rurales y la mayor parte de ellos vive en la zona llamada localmente La Costa, una franja costera a orillas del mar interior de Chiloé que corre de oeste a este, entre Dalcahue y Tenaún. Allí están los poblados de Téguel, Quíquel, Quetalco, Puchaurán, Colegual, San Juan, Calen, y Tenaún. Además existe el caserío de Mocopulli, en la Carretera Panamericana, Astilleros justo al suroeste de Dalcahue y la aldea de Tocoihue, junto al estero y cascadas del mismo nombre, en que según la creencia popular los brujos se borraban el bautismo. Entre la Panamericana y el Océano Pacífico prácticamente no hay habitantes, ya que es una zona boscosa que en buena parte corresponde a los terrenos del sector Anay (sur) del Parque Nacional Chiloé.

## Administración

### Municipalidad
La alcaldesa electa para el periodo 2024-2027 fue Alejandra Villegas Huichamán (IND - UDI), quien preside el Concejo Municipal compuesto por los siguientes concejales:
- Cristián Eduardo Barría Barría (Ind. - Partido por la Democracia)
- Andrea Javiera Miranda Millapel (Frente Amplio)
- Franco Darío Ojeda Ojeda (Frente Amplio)
- Leticia del Carmen Trujillo Barrientos (Ind. - Unión Demócrata K Independiente)
- Héctor Jesús Ulloa Contreras (Ind. - Renovación Nacional)
- Susana Elizabeth Vera Cárcamo (Ind. - Partido Demócrata Cristiano)

### Representación parlamentaria
Dalcahue integra el Distrito Electoral n.º 26 y pertenece a la 13.ª Circunscripción Senatorial. De acuerdo a los resultados de las elecciones parlamentarias de Chile de 2021, Dalcahue es representada en la Cámara de Diputados del Congreso Nacional por los siguientes diputados en el periodo 2022-2026:
Fuera de coalición:
- Fernando Bórquez Montecinos (IND - UDI)
- Alejandro Bernales (Partido Liberal de Chile)
- Héctor Ulloa Aguilera (IND - Ciudadanos)
- Jaime Sáez Quiroz (RD)
- Mauro González (RN)

A su vez, en el Senado la representan Iván Moreira Barros (UDI), Carlos Ignacio Kuschel (RN), Fidel Espinoza (PS) en el periodo 2022-2030.

## Economía

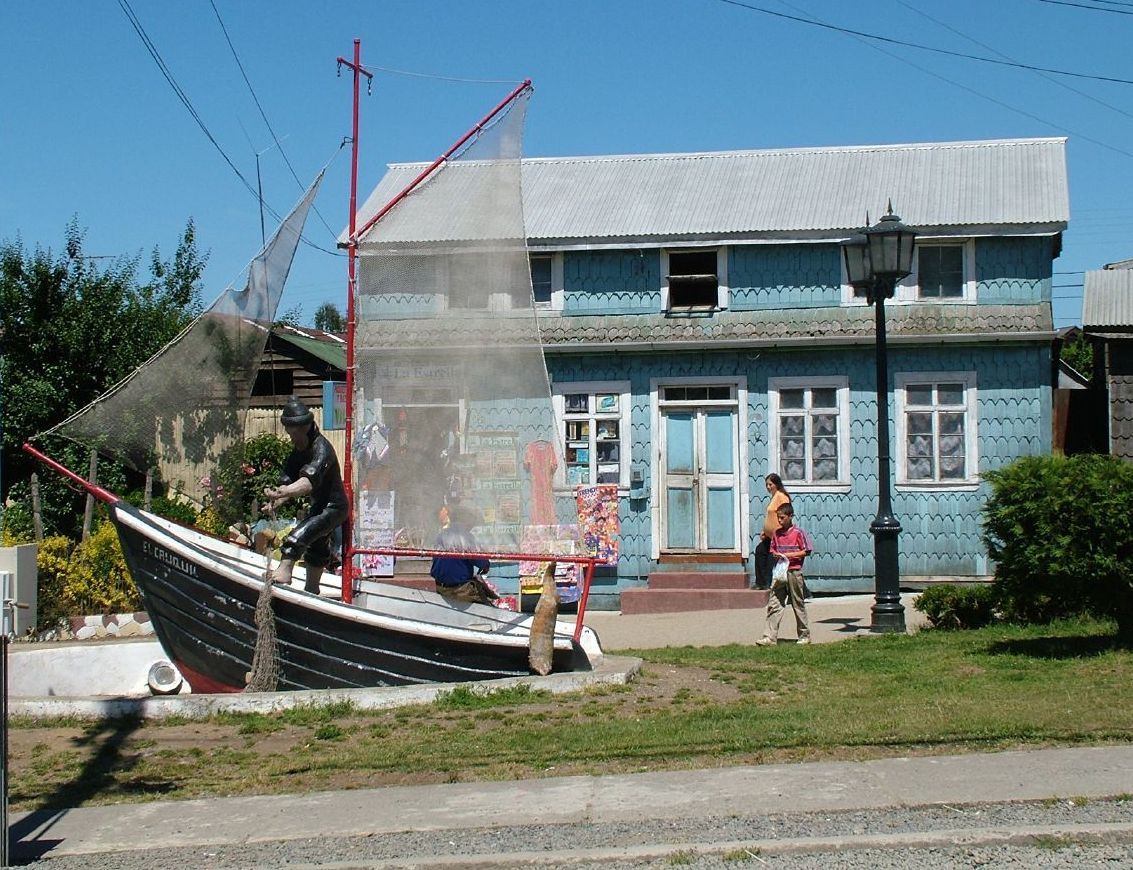
Monumento a los Pescadores

En 2018, la cantidad de empresas registradas en Dalcahue fue de 193. El Índice de Complejidad Económica (ECI) en el mismo año fue de -0,39, mientras que las actividades económicas con mayor índice de Ventaja Comparativa Revelada (RCA) fueron Reproducción y Cría de Moluscos y Crustáceos (492,92), Municipalidades (240,73) y Establecimientos de Enseñanza Secundaria de Formación General (97,01).

## Cultura

### Iglesias en madera

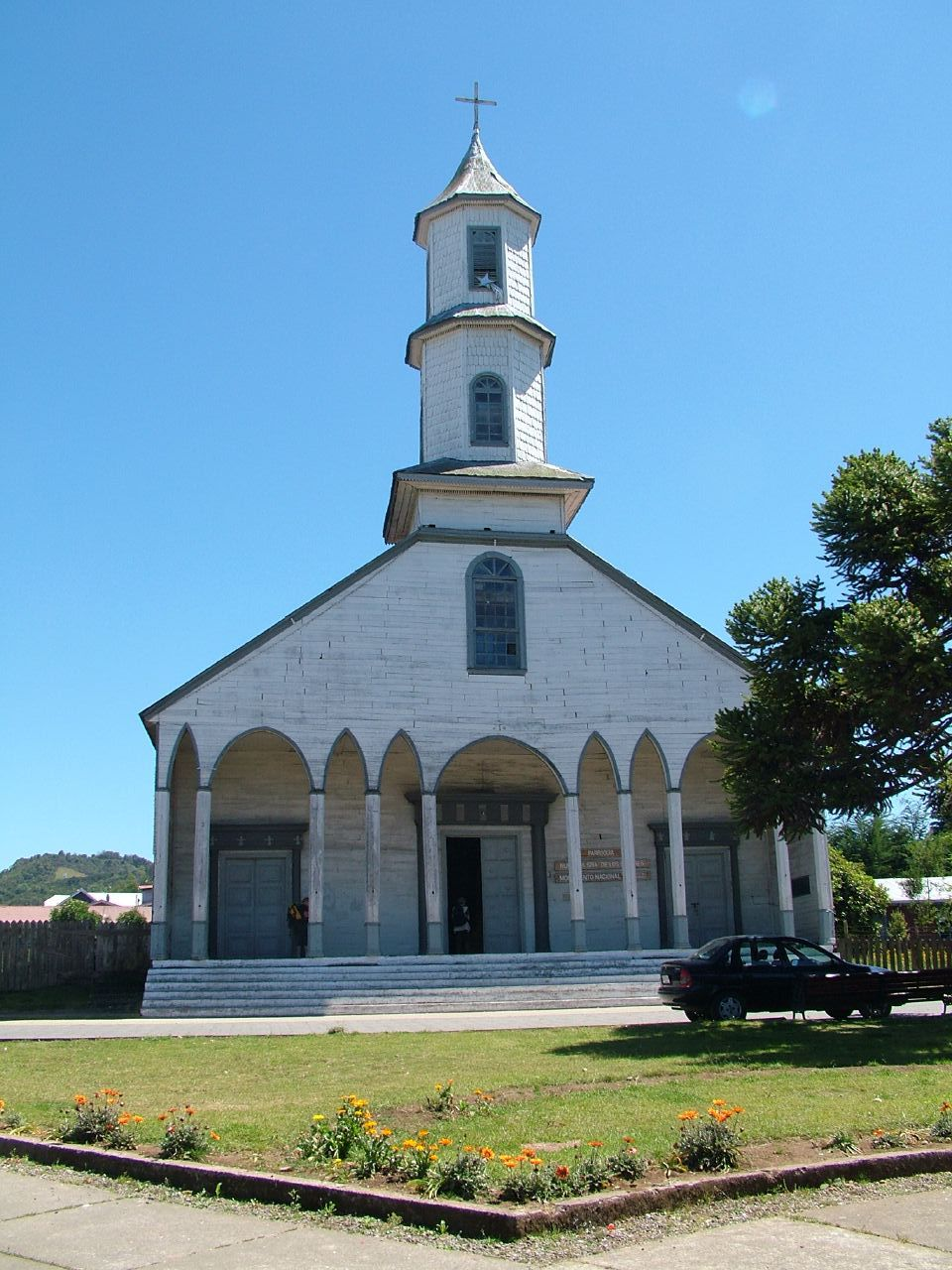
Fachada de la iglesia de Nuestra Señora de los Dolores de Dalcahue.

Dentro de la comuna se hallan tres de las 16 iglesias de madera del Archipiélago de Chiloé que fueron declaradas Patrimonio de la Humanidad por la Unesco: 
- La iglesia de Nuestra Señora de los Dolores de Dalcahue, que fue construida en 1858 sobre una anterior capilla misional del siglo XVII.[18] Fue declarada Monumento Nacional el 26 de julio de 1971 y Patrimonio de la Humanidad en diciembre de 2000.[19]
- La iglesia de San Juan, construida a mediados del siglo XIX y restaurada en 1996, 1998 y en 2004.[20] El edificio que no tiene un pórtico con los arcos típicos de otras iglesias mide 27 m de largo y 12 de ancho. La altura de la torre asciende a 22 m.[21] Fue declarada Monumento Nacional el 26 de julio de 1971 y Patrimonio de la Humanidad en diciembre de 2000.
- La Iglesia de Tenaún, que data de 1842.[22] El poblado de Tenaún, fundado en 1567, ya tenía una capilla en 1734 y en 1779 se construyó la primera iglesia.[23] La actual iglesia Nuestra Señora del Patrocinio tiene tres torres, la central se compone de tres cuerpos y las torres laterales compuestas de dos cuerpos son más pequeñas. Fue declarada Monumento Nacional el 10 de agosto de 1999 y Patrimonio de la Humanidad en diciembre de 2000.[22]

Otras cinco iglesias también son de la Escuela chilota de arquitectura religiosa en madera:
- Iglesia de la Inmaculada Concepción de Calen.
- Capilla de la Virgen de la Candelaria de Astilleros.
- Capilla de Jesús Nazareno de Quíquel.
- Capilla de Nuestra Señora del Carmen de Quetalco.
- Capilla de Nuestra Señora de la Merced de Dallico.

## Transportes
Desde el año 2013 la ciudad cuenta con el Aeropuerto Mocopulli, que permite la integración de la isla de Chiloé con el continente, también cuenta con minibuses desde y hacia Castro, Achao, Montemar y Tenaún y transbordadores entre Dalcahue y La Pasada (Curaco de Vélez).

## Medios de comunicación

### Radioemisoras
FM
- 95.9 MHz - Radio Dalcahue
- 96.3 MHz - C y S Radio

## Deportes

### Fútbol
La comuna tiene muchos clubes de fútbol amateur, de los cuales forman parte de la Asociación Nacional de Fútbol Amateur el Club Deportivo Dalcahue y Juventud Unido Dalcahue, que compiten en la Asociación de Fútbol de Castro. Ambos disputan sus juegos de local en el Estadio Municipal de Dalcahue (pasto sintético).